# 가면라이더 레이와 더 퍼스트 제네레이션
《가면라이더 레이와 더 퍼스트 제네레이션》(일본어: 仮面ライダー 令和 ザ・ファースト・ジェネレーション, 영어: Kamen Rider Reiwa The First Generation)은 도에이에서 제작한 헤이세이 시대 가면라이더 시리즈의 마지막 작품 〈가면라이더 지오〉와 레이와 시대 가면라이더 첫 작품 《가면라이더 제로원》의 합작 영화이다.